# The Pretty Things

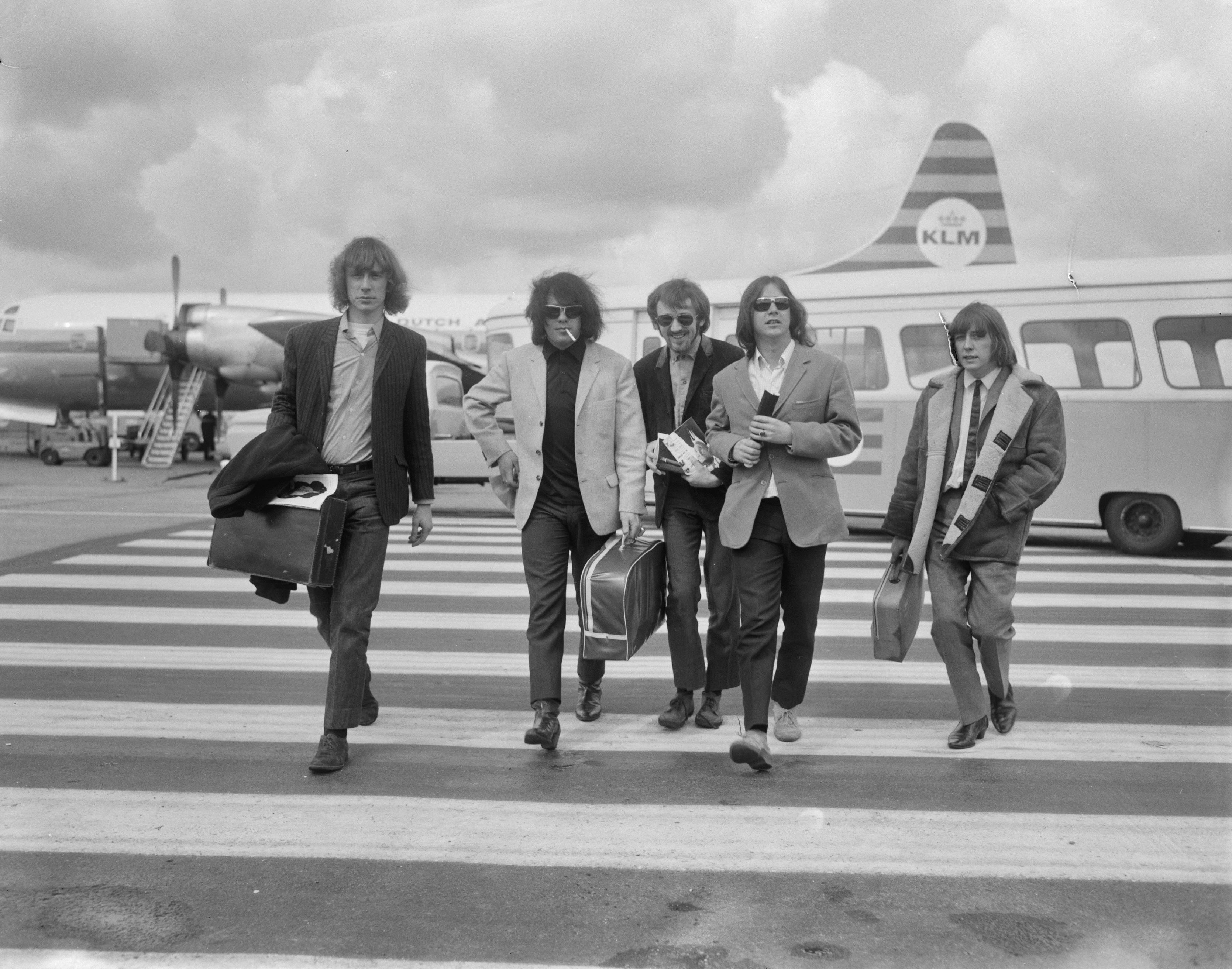
The Pretty Things in april 1965 op Schiphol

The Pretty Things was een Engelse rockband uit de jaren zestig en zeventig van de twintigste eeuw die in 1963 werd opgericht in Londen. De stijl was verwant aan die van The Rolling Stones.

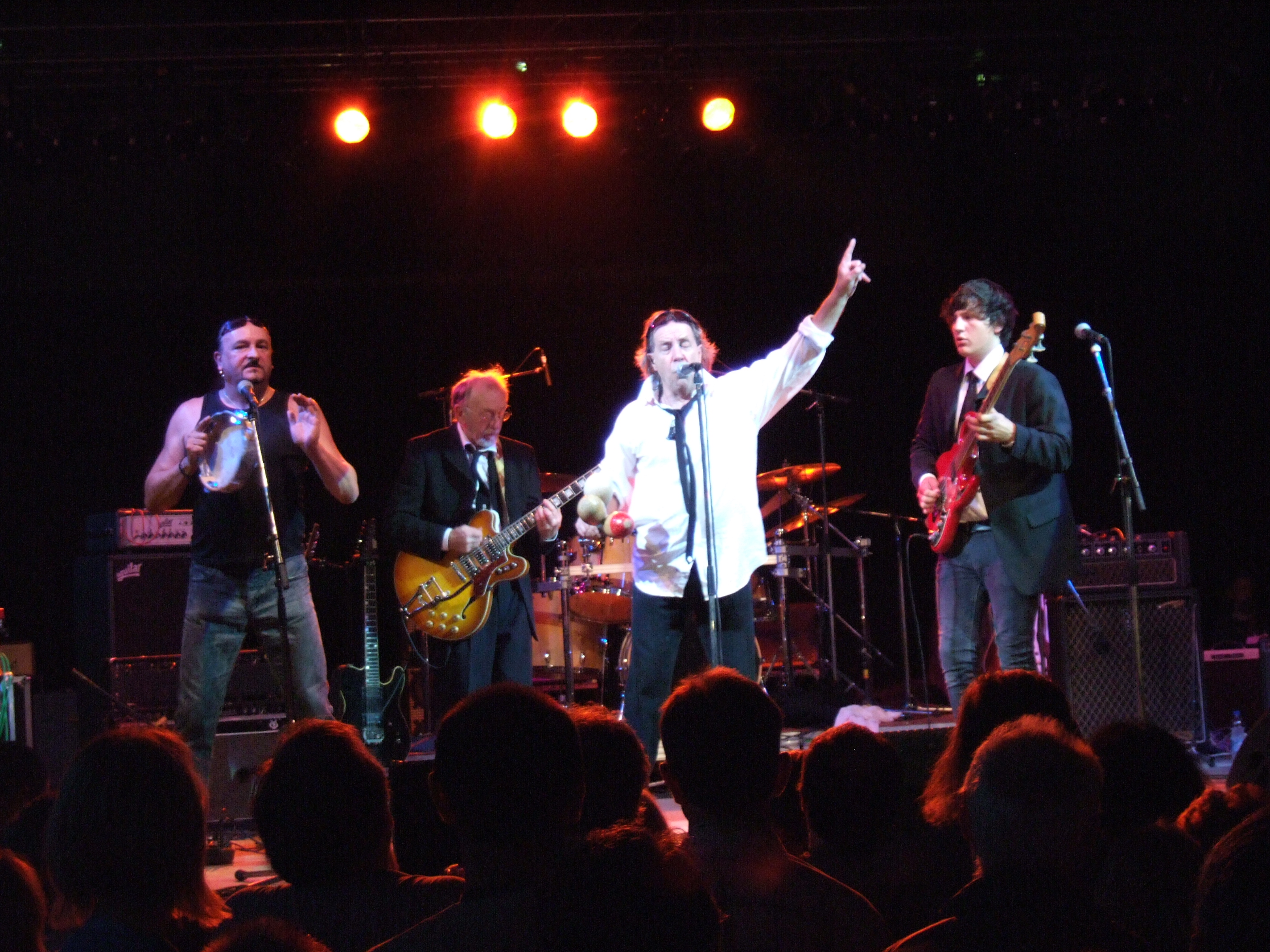
The Pretty Things in 2008

## Biografie

### Ontstaan
De wortels van The Pretty Things liggen in het Sidcup Art College. Hier vormde gitarist Dick Taylor in 1962 Little Boy Blue & the Blue Boys met medestudent Keith Richards en diens kennis Mick Jagger. Na de ontmoeting van Richards en Jagger met de gitarist Brian Jones besloten deze drie een band te beginnen en werd Taylor gevraagd als bassist. Jones gaf de nieuwe band in 1962 de naam The Rolling Stones, naar het nummer Rollin' Stone van Muddy Waters. Tony Chapman werd min of meer de vaste drummer, maar werd soms vervangen door onder anderen Mick Avory, tot hij begin 1963 definitief werd vervangen door Charlie Watts.
Toen Taylor werd toegelaten tot de London Central School of Art besloot hij de Stones te verlaten. Op deze kunstacademie ontmoette hij zanger Phil May (1944-2020). Ze besloten samen blues te gaan spelen. Hieruit ontstonden The Pretty Things (naar het nummer Pretty Thing van Bo Diddley).
Taylor ging weer gitaar spelen en de band werd gecompleteerd door Brian Pendleton op slaggitaar, John Stax op basgitaar en een opeenvolging van drummers van wie uiteindelijk Viv Prince een permanente plaats in de groep kreeg.

### 1964-1965 Succesperiode
Net als The Rolling Stones speelden The Pretty Things wat in die tijd rhythm-and-blues werd genoemd: een vorm van beatmuziek, gebaseerd op Amerikaanse blues (Muddy Waters, Jimmy Reed) en rock-'n-roll (Chuck Berry, Bo Diddley). Aanvankelijk zetten ze met hun ongeremde optredens (met name Phil May en Viv Prince lieten zich nogal gaan) de zalen in Londen en omstreken op hun kop. Ze kregen via hun manager Jimmy Duncan een platencontract bij Fontana en hun eerste single Rosalyn werd in mei 1964 een bescheiden hit. "Ruiger en lelijker dan de Stones" was de slogan waarmee de Pretty Things op de kaart werden gezet.
Het grootste succes kwam in november 1964 toen Don't bring me down in Engeland nét de Top 10 binnenkwam. Het zelfgeschreven Honey I need deed het begin 1965 wat minder, maar in maart van dat jaar waren The Pretty Things wel op de AVRO-tv de sterren van het Blokker festival (aangekondigd door Jos Brink). De Nederlandse platenmaatschappij van de band, Phonogram Records bracht Bo Diddley's Road Runner van de eerste LP op single uit en dat werd in Nederland het bekendste nummer van de Pretty Things. De band maakte een verpletterende indruk op de Nederlandse beatmuzikanten en de Pretties waren dan ook van grote invloed op het ontstaan van de Nederbiet. Dit is duidelijk te horen in nummers als You mistreat me (The Outsiders) en You're the victor (Q'65). Waar de groep in Nederland als een Engelse topgroep werd beschouwd, waren ze in Engeland eind 1965 niet meer dan een derderangs beatgroep die één Top 10 hitje had gehad.

### 1966-1967 Verval
Hoewel de groep een aantal uitstekende singles uitbracht (Cry to me, Midnight to Six Man, Come see me) bleef het grote succes uit (vergeleken bij dat van groepen als The Rolling Stones). Een tournee door Australië en Nieuw-Zeeland liep op een drama uit door het wangedrag van Viv Prince. De LP Get the picture miste de ruige beat van het eerste album. Prince werd vervangen door Skip Alan. De LP Emotions was een dieptepunt. Zonder de groep er in te kennen voegde producer John Baverstock allerlei overdubs toe die de plaat onherkenbaar maakten als een product van de eens zo ruige Pretty Things. Pendleton en Stax hadden de groep inmiddels al verlaten en waren vervangen door Jon Povey en Wally Waller uit The Fenmen.

### 1968-1975 Wederopstanding
In 1967 begon de groep met de opnames voor S.F.Sorrow, de eerste LP voortkomend uit het contract met EMI, voor het label Harvest. S.F.Sorrow werd de eerste rock opera; de plaat kwam maanden voor Tommy van The Who uit. Het leverde The Pretty Things waardering van de muziekpers en collega's op, maar grote verkopen bleven uit. Er volgde nog een aantal LP's (Parachute, Freeway Madness, Silk Torpedo en Savage Eye), maar in 1975 hielden The Pretty Things op te bestaan. In de laatste jaren speelden onder meer Jack Green bij de band. Phil May vormde The Fallen Angels. Dick Taylor had al in 1970 de handdoek in de ring gegooid. De lp Parachute werd door muziekblad Rolling Stone tot album van het jaar 1970 verkozen.

### 1980-1989
In 1980 pakten May en Taylor voorzichtig de draad weer op met wekelijkse jamsessies in Little Venice in Londen. Daarnaast werd een nieuw album uitgebracht, Cross Talk. Er volgden in de loop van de jaren 80 ook weer optredens in het buitenland met onder anderen drummer Hans Waterman (Cuby + Blizzards, Solution) en bassist Roelf ter Velt. In 1984 werd het album Live at the Heartbreak Hotel uitgebracht. 1987 dook men weer de studio in om de live-cd Out of the Island op te nemen.

### 1990-1999
Van de vijf voor de Wolfe opgenomen soundtrackalbums werden in 1990 de vocale nummers op twee cd's uitgebracht, Electric Banana en  Moore Electric Banana. In 1991 deed men onder de naam Pretty Things Yarbird Bluesband (met Jim McCarthy ex lid van The Yardbirds) van zich horen. Er werden onder deze naam twee cd's uitgebracht, in 1991 The Chicago Blues Tapes en in 1993 More Chicago Blues & Rock Sessions. In 1994 maakten May en Taylor met Mathew Fisher en enkele leden van de Immates de cd A Whiter Shade of Dirty Water. Tot 1998 bleef het vrij rustig. In dat jaar werd live in de Abbey Road Studios de cd Resurrection (met onder anderen Arthur Brown en David Gilmour van Pink Floyd) opgenomen en via internet uitgezonden. De registratie hiervan werd op dvd uitgebracht. Een jaar later werd de cd Rage Before Beauty uitgebracht.

### 2000-2023

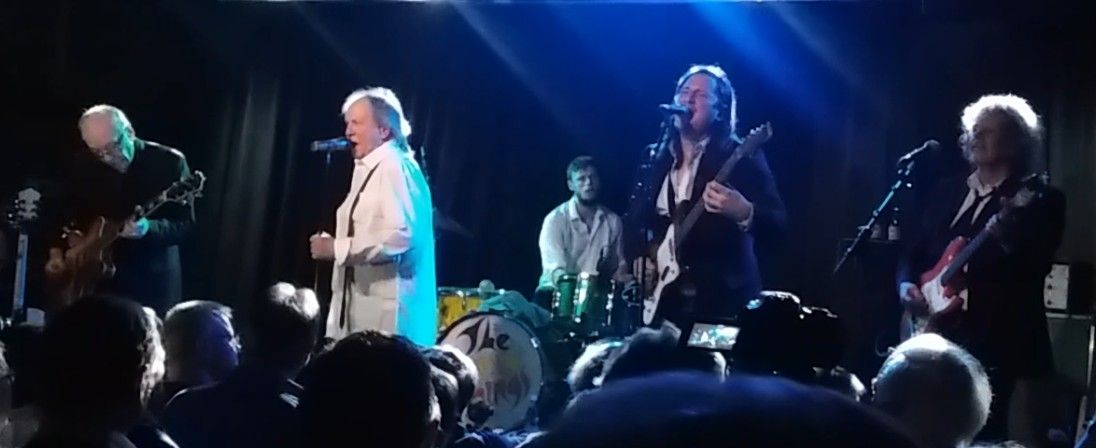
Dick Taylor, Phil May, Jack Greenwood, George Woosey en Frank Holland in de Downtown Blues Club (Hamburg) op 07. April 2017

Het bleef een paar jaar stil maar er werden diverse compilaties uitgebracht. Vanwege het veertigjarig bestaan van de band werd in 2006 een dvd/cd Live in Brighton uitgebracht met oude nummers. Pas in 2007 bracht men weer een nieuwe cd uit, Balboa Island. Eind 2008 werd A Whiter Shade of Dirty Water uit 1994 opnieuw uitgebracht onder de naam Rockin' the Garage. De groep trad in die jaren op in de bezetting Dick Taylor, Phil May, Jack Greenwood, George Woosey en Frank Holland.
In 2018 namen The Pretty Things afscheid van hun fans met een afscheidstour (Farewell Tour), na 55 jaar optreden over de gehele wereld.
Zanger Phil May overleed op 15 mei 2020. Jon Povey overleed in mei 2023 en werd 80.

## Discografie

### Albums
| Album met eventuele hitnotering(en) in de Nederlandse Album Top 100    | Datum van verschijnen | Datum van binnenkomst | Hoogste positie | Aantal weken | Opmerkingen |
| ---------------------------------------------------------------------- | --------------------- | --------------------- | --------------- | ------------ | ----------- |
| The Pretty Things                                                      | 1965                  | -                     |                 |              | Fontana     |
| Get the picture?                                                       | 1966                  | -                     |                 |              | Fontana     |
| Emotions                                                               | 1967                  | -                     |                 |              | Fontana     |
| S.F.Sorrow                                                             | 1968                  | -                     |                 |              | Harvest     |
| Parachute                                                              | 1970                  | -                     |                 |              | Harvest     |
| Freeway Madness                                                        | 1972                  | -                     |                 |              | Warner Bros |
| Silk Torpedo                                                           | 1974                  | -                     |                 |              | Swan Song   |
| Savage Eye                                                             | 1975                  | -                     |                 |              | Swan Song   |
| Crosstalk                                                              | 1980                  | -                     |                 |              | Warner Bros |
| Live at the Heartbreak Hotel                                           | 1983                  | -                     |                 |              | Big Beat    |
| Out of the island                                                      | 1988                  | -                     |                 |              | Inakustik   |
| Electric Banana                                                        | 1990                  | -                     |                 |              | Repertoire  |
| More Electric Banana                                                   | 1990                  | -                     |                 |              | Repertoire  |
| The Chicago Blues Tapes (Pretty Things/Yardbird Blues Band)            | 1991                  | -                     |                 |              | Demon       |
| More Chicago Blues & Rock Sessions (Pretty Things/Yardbird Blues Band) | 1993                  | -                     |                 |              | Demon       |
| A Whiter Shade of Dirty Water                                          | 1994                  | -                     |                 |              | Kingdom     |
| Unrepentant                                                            | 1995                  | -                     |                 |              | Snapper     |
| Resurrection                                                           | 1998                  | -                     |                 |              | Snapper     |
| Rage before beauty                                                     | 1999                  | -                     |                 |              | Snapper     |
| LT 4 CB                                                                | 2000                  | -                     |                 |              | Snapper     |
| The BBC sessions                                                       | 2003                  | -                     |                 |              | Repertoire  |
| Live in Brighton (DVD/CD)                                              | 2006                  | -                     |                 |              | Snapper     |
| Balboa Island                                                          | 2007                  | -                     |                 |              | ZOHO        |
| Rockin' the Garage (heruitgave van "A Whiter Shade of Dirty Water)     | 2008                  | -                     |                 |              | Voiceprint  |
| The Sweet Pretty Things (Are in Bed Now, of Course...)                 | 2015                  | -                     |                 |              | Repertoire  |
| The Final Bow                                                          | 2019                  | -                     |                 |              | Madfish     |

### Singles
| Single met eventuele hitnotering(en) in de Nederlandse Top 40 | Datum van verschijnen | Datum van binnenkomst | Hoogste positie | Aantal weken | Opmerkingen |
| ------------------------------------------------------------- | --------------------- | --------------------- | --------------- | ------------ | ----------- |
| Rosalyn / Big boss man                                        | 1964                  | -                     |                 |              |             |
| Don't bring me down / We'll be together                       | 1964                  | -                     |                 |              |             |
| Honey, I need / I can never say                               | 1965                  | -                     |                 |              |             |
| Roadrunner / Big City                                         | 1965                  | 29-05-1965            | 40              | 1            |             |
| Roadrunner / Big City                                         | 1965                  | 12-06-1965            | 11              | 16           |             |
| Cry to me / Get a buzz                                        | 1965                  | 24-07-1965            | 13              | 10           |             |
| Judgement day / Sittin' all alone                             | 1965                  | -                     |                 |              |             |
| Mama keep your big mouth shut / Rainin' in my heart           | 1965                  | -                     |                 |              |             |
| Midnight to six man / Can't stand the pain                    | 1966                  | 12-02-1966            | 19              | 6            |             |
| Come see me / £.S.D.                                          | 1966                  | 14-05-1966            | 36              | 2            |             |
| Progress / Buzz The Jerk                                      | 1966                  | -                     |                 |              |             |
| A house in the country / Me needing you                       | 1966                  | 27-08-1966            | 31              | 3            |             |
| Children / My time                                            | 1967                  | -                     |                 |              |             |
| Trippin' / Death of a socialite                               | 1967                  | -                     |                 |              |             |
| Photographer / Bright lights of the city                      | 1967                  | -                     |                 |              |             |
| Defecting grey / Mr. Evasion                                  | 1968                  | -                     |                 |              |             |
| Talkin' about the good times / Walking through my dreams      | 1968                  | -                     |                 |              |             |
| Private Sorrow / Balloon burning                              | 1968                  | -                     |                 |              |             |
| The good Mr. Square / Blue serge blues                        | 1969                  | -                     |                 |              |             |
| October 26 / Cold stone                                       | 1970                  | 06-02-1971            | 35              | 2            |             |
| Stone hearted mama / Summertime / Circus mind                 | 1971                  | -                     |                 |              |             |
| Over the moon / Havana bound                                  | 1973                  | -                     |                 |              |             |
| Is it only love / Joey                                        | 1974                  | -                     |                 |              |             |
| Atlanta / I'm keepin'                                         | 1975                  | -                     |                 |              |             |
| Joey / Bridge of god                                          | 1975                  | -                     |                 |              |             |
| Joey / Come home mama                                         | 1975                  | -                     |                 |              |             |
| Sad eye / Remember that boy                                   | 1976                  | -                     |                 |              |             |
| Tonight / It isn't rock and roll                              | 1976                  | -                     |                 |              |             |
| I'm calling / Sea of blue                                     | 1980                  | -                     |                 |              |             |
| Falling again / She don't                                     | 1980                  | -                     |                 |              |             |
| Eve of Destruction / Goin' downhill                           | 1989                  | -                     |                 |              |             |
| All light up / Vivian prince                                  | 1999                  | -                     |                 |              |             |

### Soundtracks
Als Electric Banana (Music for Films)
- Electric Banana (1967)
- More Electric Banana (1968)
- Even More Electric Banana (1969)
- Hot Licks (1970)
- The Return Of The Electric Banana (1978)

### Compilaties
- Unrepentant - The Anthology
- The Rhythm And Blues Years
- The Psychedelic Years
- Greatest Hits
- The Singles A's & B's
- Very Best Of The Pretty Things

### NPO Radio 2 Top 2000
Van The Pretty Things stond alleen Don't Bring Me Down in 2000 in de NPO Radio 2 Top 2000, op plek 1595.